# 520 Franziska
520 Franziska eller 1903 MV är en asteroid i huvudbältet, som upptäcktes 27 oktober 1903 av de tyska astronomerna Max Wolf och Paul Götz i Heidelberg. Namnets ursprung är okänt.
Asteroiden har en diameter på ungefär 25 kilometer och den tillhör asteroidgruppen Eos.